# 米羅斯拉夫
米羅斯拉夫（ 西里爾字母：Мирослав）是一个斯拉夫语男性名字，意为“庆祝和平的人、庆祝世界的人”。

## 名人
- 米罗斯拉夫·斯科里克（1938年—2020年），乌克兰著名作曲家
- 米罗斯拉夫·巴尔尼亚舍夫，擂臺名魯塞夫，保加利亚职业摔跤手，以米罗而著称
- 米罗斯拉夫·布拉泽维奇，克罗地亚足球教练
- 米羅斯拉夫·采拉爾 ，斯洛文尼亚体操运动员和奥运会选手
- 米罗斯拉夫·克洛泽，德国足球运动员
- 米罗斯拉夫·克尔莱扎，克罗地亚作家
- 米罗斯拉夫·拉杜利察，塞尔维亚篮球运动员
- 米罗斯拉夫·沙坦，斯洛伐克职业冰球运动员
- 米罗斯拉夫·斯特维奇，塞尔维亚足球运动员
- 米罗斯拉夫·斯托赫，斯洛伐克足球运动员
- 米羅斯拉夫·季希，捷克摄影师